# FEAR (grupo terrorista)
La milicia FEAR (Forever Enduring, Always Ready traducido como Siempre Resistiendo, Siempre Listos) era un grupo terrorista estadounidense de extrema derecha de entre cuatro y once miembros (que eran soldados en activo), donde en el estado de Georgia tenían planeado destruir un dique y envenenar un huerto de manzana en el estado de Washington, activar explosivos en el Parque Forsyth  en Savannah, Georgia, y asesinar al entonces Presidente Barack Obama.
Cuatro de los soldados residían en Fort Stewart, Georgia. El grupo asesino a  dos civiles en un intento de impedirles de revelar sus planes al público.

## Asesinato de Michael Roark y Tiffany York

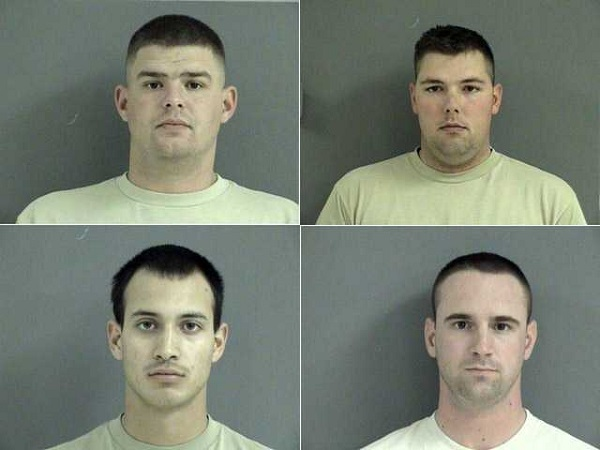
Líderes de FEAR a en orden a las manecillas del reloj desde la izquierda Michael Burnett, Anthony Peden, Christopher Salmon, Isaac Aguigui.

El 6 de diciembre del 2011 los cuerpos de Michael Roark (de 19 años) y su novia de 17 años Tiffany York, 
fueron encontrados por dos pescadores cerca de un camino rural en el sureste de Georgia. Se creía que Roark fue asesinado por su parte en dar información a autoridades de Fort Bliss, en el El Paso, Texas. El 10 de diciembre cuatro soldados con base en el cercano Fort Stewart fueron arrestados en relación con los asesinatos el Soldado raso Christopher Salmon, Sargento Anthony Peden, Pvt. Isaac Aguigui y el Soldado de primera Michael Burnett. Los soldados tenían edades comprendidas entre 19 (Aguigui) a 26 (Burnett). Dos días después, Salmon y Peden fueron acusados en la corte del condado de Long de asesinato malicioso. Aguigui y Burnett fueron acusados de ser parte del asesinato. A los cuatro se les negó la fianza.
En agosto del 2012 Burnett acordó declararse culpable de un cargo menor de homicidio involuntario a cambio de testificar contra Salmon, Peden y Aguigui. El 11 de septiembre del 2011  cinco hombres más (Christopher Jenderseck, Timothy Martin Joiner, Adam Dearman, Randall Blake Dearman y Anthony Garner) fueron acusados de varios cargos de manipulación de evidencia, robo, robo, daños criminales a la propiedad y violaciones del Ley de prevención y terrorismo de las milicias privadas. El 15 de octubre Jenderseck, un ex médico militar, se declaró culpable por destruir evidencia de los asesinatos (específicamente teléfonos móviles, casquillos percutidos, y ropa ensangrentada), y recibicio siete años de libertad condicional a cambio de acordar testificar en contra de los acusados restantes y cualquier acusado futuro.

### Veredictos y sentencias
En diciembre del año 2013, Aguigui, el cabecilla del grupo, se declaró culpable de homicidio culposo, asesinato grave, actividad criminal de pandillas, asalto agravado y el uso de un arma de fuego mientras cometía un delito grave. Fue sentenciado a cadena perpetua sin posibilidad de libertad condicional. Salmon se declaró culpable de homicidio doloso en abril de 2014 y aceptó una sentencia de cadena perpetua sin posibilidad de libertad condicional. La esposa de Salmon Heather Salmon aceptó un acuerdo de culpabilidad y fue sentenciada a 20 años de prisión luego de declararse culpable de homicidio voluntario.